# Jeanne Josèphe Barbe Méric
 (avril 2020).
Catherine Jeanne Josèphe Barbe, dite Polette, Méric, née le 22 juillet 1774 à Perpignan, morte le 14 juillet 1850 à Lectoure (Gers), est la première épouse de Jean Lannes, futur maréchal d’Empire. Divorcée, elle épouse Joseph Dupin, greffier et frère du général Jean-Baptiste Dupin.

## Biographie

### Jeunesse
Polette est le troisième enfant de Pierre Méric (1748-1788), marchand droguiste et banquier à Perpignan, et de Marie-Thérèse Mauran (1746-?). La famille demeure rue Cases Cremades ("maisons brûlées", aujourd’hui rue de l’Incendie) , près de la place de la Loge.
Le 30 octobre 1793, des combats entre Français et Espagnols ont lieu à Banyuls-sur-Mer. Un jeune capitaine français, Jean Lannes, fait partie des blessés repliés à Perpignan. Il reçoit un billet de logement chez la famille Méric. La rencontre entre la jeune et jolie Polette et je jeune officier semble être un coup de foudre réciproque.

### Mariage avec Jean Lannes
Le mariage a lieu à Perpignan le 29 ventôse an III (19 mars 1795). Marie-Thérèse Méric, opposée à cette union, n’y assiste pas. Devenu colonel, Lannes part en opérations à Figueres. Polette le suit mais la vie de garnison lui pèse et comme elle ne veut plus cohabiter avec sa mère, Lannes lui propose d’habiter dans sa famille à Lectoure. L’accueil des Lectourois est chaleureux, mais la maison de la rue Matabiau manque de confort et Polette prend rapidement un logement séparé. L’augmentation des revenus de Lannes lui permet d’acquérir de nombreux biens, dont l’ancienne orangerie de l’évéché que Polette fait aménager à son goût. Lannes a confié à son frère aîné Bernard Lannes, prêtre puis préfet, la gestion de ses affaires pendant ses longues absences lors de ses campagnes militaires, et Polette cherche à gagner plus d’autonomie. En compensation elle dépense beaucoup, s’offre des toilettes et des sorties mondaines. Elle s’affiche avec un jeune élégant quelque peu oisif, toujours vêtu à la dernière mode, fils d’un greffier nommé Cézerac, qui finit par s’installer chez elle.

### Divorce
En 1798, Lannes revient d’Italie, pour repartir très vite à Lyon, puis Marseille et Toulon, où il s’embarque pour l’expédition d’Égypte. À la fin de cette année, Polette annonce qu’elle va retrouver sa famille et quitte Lectoure. En fait elle s’arrête à Montauban, où elle met au monde, le 17 février 1799, un garçon prénommé Jean-Claude — dit Isidore. De retour à Lectoure, Polette et Cézerac continuent à se montrer ensemble, tout en présentant l’enfant comme le fils du général Lannes, d’autant que la nouvelle de sa mort à Saint-Jean-d’Acre a circulé.
Lorsque Lannes (qui n’a été que blessé) revient à Lectoure, c’est pour immédiatement demander — et obtenir, aux torts exclusifs de son épouse — le divorce. Ses infidélités de son côté, bien qu’attestées, ne sont pas prises en compte.

### Remariage avec Joseph Dupin
Le 2 ventôse an X (22 février 1801), Jeanne Josèphe Méric se remarie avec Joseph Dupin, avocat et propriétaire terrien. Il est le frère du général et compagnon de Jean Lannes, Jean-Baptiste Dupin. Il prend en charge Jean-Claude, le fils adultérin à qui il donne par contrat 1/6e de ses biens. Ils font procéder par le maçon Condom à des travaux d’aménagement de l’hôtel particulier, dit hôtel des Trois Boules, construit en 1655 pour le juge-mage Ducasse, qu’il a hérité de son père Raymond Dupin. Joseph Dupin et Polette ont trois enfants : Hermine Jeanne (1802), Thérèse Hélène Telchide (1804), Adolphe Joseph (1807). Jean-Claude meurt en 1817 sans avoir réussi à faire reconnaître sa filiation de Jean Lannes, malgré les plaidoiries brillantes de l’avocat Pierre-Nicolas Berryer, qui démontre les lacunes et dysfonctionnements du premier jugement, sans toutefois apporter de preuve. Polette meurt le 14 juillet 1850.

### Postérité
Adolphe Dupin, fils de Joseph et de Polette, a une fille, Josèphe Marie Valentine, qui épouse en 1871 Justin Francez. Au début du XXe siècle, veuve sans descendance, elle lègue l’hôtel des Trois Boules à la paroisse de Saint-Gervais, pour en faire le presbytère.